# Kaykaus I
Kaykaus I hay Kayka'us I hoặc Keykavus I (Tiếng Ả Rập/tiếng Ba Tư: عز الدين كيكاوس بن كيخسرو, 'Izz al-Dīn Kaykā'ũs bin Kaykhusraw; tiếng Thổ Nhĩ Kỳ: I. Izzeddin Keykavus) là Sultan nhà Seljuk ở Rum từ năm 1211 tới khi qua đời năm 1220. Ông là con trai trưởng của Kaykhusraw I.

## Lên ngôi
Khi vua Kaykhusraw I chết sau trận Alaşehir năm 1211,, 2 người em của Kaykaus là Kayferidun Ibrahim và Kayqubad I tương lai đã không thừa nhận quyền kế vị của ông. Ban đầu, Kayqubad nhận được sự giúp đỡ từ những láng giềng của vương quốc, Leo I, vua Cilician Armenia, và Tughrilshah, chú ông và nhà cầm quyền độc lập xứ Erzurum. Đồng thời, Kayferidun cầu cứu người Frank đảo Síp, làm cảng Antalya (đang được chiếm giữ) rơi vào tình trạng hiểm nghèo. Phần lớn các êmia, với tư cách là những lãnh chúa hùng mạnh trong vương quốc, đã ủng hộ Kaykaus. Từ căn cứ của ông ở Malatya, Kaykaus đánh chiếm Kayseri và sau đó là Konya, xui khiến Leo về phe mình. Kayqubad buộc phải chạy đến pháo đài tại Ankara, nơi Kayqubad cầu cứu những bộ lạc Turkman vùng Kastamonu. Ít lâu sau, Kaykaus bắt được cả hai người em và lên làm vua.

## Biên giới phía Đông và cuộc Thập Tự Chinh thứ năm
Kaykaus I đã xây dựng một cảng Antalya kiên cố và làm ổn định tình hình biên giới phía Tây. Sau đó, ông chuyển tầm nhìn sang phía Đông. Trong cuộc Thập Tự Chinh lần thứ năm, Thập Tự Quân đã liên minh với ông và buộc nhà Ayyub phải tham chiến trên 2 mặt trận.